# Estádio D. Afonso Henriques
L'estadi D. Afonso Henriques és un estadi de futbol de la ciutat de Guimarães (Portugal) i és la seu del Vitória Sport Clube, el club de futbol de la ciutat. L'estadi fou remodelat per rebre l'Eurocopa 2004 de Portugal i actualment té una capacitat de 30.000 espectadors.